# Chả cá
Chả cá là một loại chả được làm từ cá. Chả cá kiểu châu Á thường chứa cá với đường, nước, bột nhồi và thịt bò. Nó có thể làm bằng sự kết hợp giữa bột cá và surimi. Sản phẩm kết hợp sau đó được định hình và để nguội, rồi được đập vào và tẩm bột bằng máy. Sau đó,chúng thường được chiên với dầu nóng khoảng 180 °C (356 °F) và phải đạt đến nhiệt độ bên trong 75 °C (167 °F). Sau quá trình nấu, chúng được đông lạnh và đóng gói được giữ cho đến khi sử dụng.
Chả cá phong cách châu Âu cũng tương tự như món khoai tây nghiền chiên giòn kiểu Âu, bao gồm cá phi lê hoặc hải sản khác với tinh bột khoai tây, đôi khi bọc trong bánh mì vụn hoặc bột chiên xù. Chả cá như được định nghĩa trong Từ điển Thực phẩm và Dinh dưỡng Oxford là các loại cá băm nhỏ hoặc trộn với khoai tây, trứng và bột gia vị cũ hành, ớt và đôi khi là thảo mộc.

## Châu Á

### Ấn Độ
Ở Tây Bengal, một số loài cá địa phương (chủ yếu là ven sông) được chuẩn bị và ăn trong bánh cá chiên giòn phủ kín, gọi là maacher chop. Món đồ này rất phổ biến như một món khai vị trong các lễ hội của người trung lưu ở Bengal.

### Hàn Quốc
Chả cá Nhật Bản được giới thiệu đến Hàn Quốc trong thời kỳ chiếm đóng của Nhật Bản (1910–1945). Trong tiếng Hàn, chả cá  được gọi là eomuk (어묵) hoặc odeng (오뎅, đó là một từ mượn từ món lẩu Nhật Bản, Oden). Nhà máy chế biến chả cá eomuk đầu tiên ở Hàn Quốc là DongKwangFood ở chợ Bupyeong K Khangtong trong những năm 1950 ở Busan. Năm 1953, Park Jae–Deok, người học chế biến chả cá eomuk từ Nhật Bản đã thành lập Samjin Fish Cake có lịch sử lâu đời nhất ở Hàn Quốc. Không lâu sau khi Chiến tranh Triều Tiên bùng nổ và nhiều người tị nạn di cư đến Busan, dẫn đến ngành công nghiệp chả cá eomuk bùng nổ.
Đầu những năm 1990, chả cá Busan–eomuk thường được bán trong các xe tải thực phẩm đã trở thành một xu hướng. Thuật ngữ Busan–eomuk bắt đầu đề cập đến chả cá eomuk. Vì các xe tải thực phẩm thường phục vụ chả cá eomuk với nước dùng nóng, eomuk trở thành một trong những món ăn nhanh phổ biến nhất trong mùa đông. Ngay cả ở Hàn Quốc đương đại, xe tải thực phẩm eomuk có thể dễ dàng được phát hiện trên các đường phố trung tâm thành phố lớn. Vào những năm 2010, ngành công nghiệp chả cá eomuk ở Hàn Quốc đã trải qua một sự chuyển đổi lớn từ nhận thức của công chúng về eomuk như một món ăn nhanh sang một món ngon được công nhận. Vào tháng 12 năm 2013, Samjin Fish Cake đã thành lập một tiệm chả cá eomuk lần đầu tiên tại Hàn Quốc. Cho đến ngày nay, chả cá Samjin đã củng cố quan niệm và hình ảnh độc đáo của eomuk. Các xưởng sản xuất eomuk khác đã cố gắng chuyển đổi các cửa hàng của họ và đa dạng hóa thực đơn của họ để đảm bảo vị trí sinh lợi và duy trì tính cạnh tranh.
Chả cá eomuk chủ yếu được làm từ corvina hoặc mực có chứa ít chất béo. Điều này là do cá có chứa chất béo không thích hợp để làm chả cá. Muối, đường, bột và tinh bột là những thành phần cần thiết là tốt. Ngoài ra, các thành phần khác có thể được thêm vào để làm chả cá: hành tây, cà rốt, hành lá và rượu nấu ăn.  Việc thêm một số hóa chất để có hương vị tốt hơn như D–sorbitol là bình thường (một chất làm ngọt nhân tạo có khoảng 60% độ ngọt của đường để bệnh nhân tiểu đường có thể tiêu thụ), protein đậu nành (protein chiết xuất từ đậu nành có thể tạo ra kết cấu tốt hơn của bánh cá với ít philê cá hơn), và D–xyloza (một chất làm ngọt tự nhiên có lượng calo thấp), hoặc bột ngọt (MSG). Thường được làm bằng bột chiên giòn làm từ cá xay, eomuk có thể được đun sôi với các thành phần khác để làm eomuk–tang (어묵 탕; "súp chả cá") hoặc eomuk–jeongol (전골; "lẩu cá"), khuấy chiên để làm eomuk–bokkeum (어묵 보끔), và đưa vào các món ăn khác nhau như jjigae – canh hay tteokbokki – bánh gạo cay.
Được bán từ xe đẩy trên đường phố, chả cá eomuk có thể được đun sôi trên xiên trong nước dùng. Nước dùng đôi khi được cung cấp cho khách hàng trong cốc giấy để nhúng và uống.   Hot bar, còn được viết là hotbar, là một phiên bản khác của eomuk được bán trong thời tiết lạnh. Trong khi vẫn được phục vụ trên một cây gậy hoặc xiên, thanh nóng được chiên sâu thay vì luộc. Ở dạng này, thanh nóng có thể được chế biến theo công thức 'bí mật' của bất kỳ nhà cung cấp cụ thể nào: trộn với các loại rau như cà rốt thái hạt lựu hoặc toàn bộ lá tía tô, hoặc phục vụ với bất kỳ số lượng nước xốt hoặc gia vị nào bao gồm xốt cà chua và mù tạt.

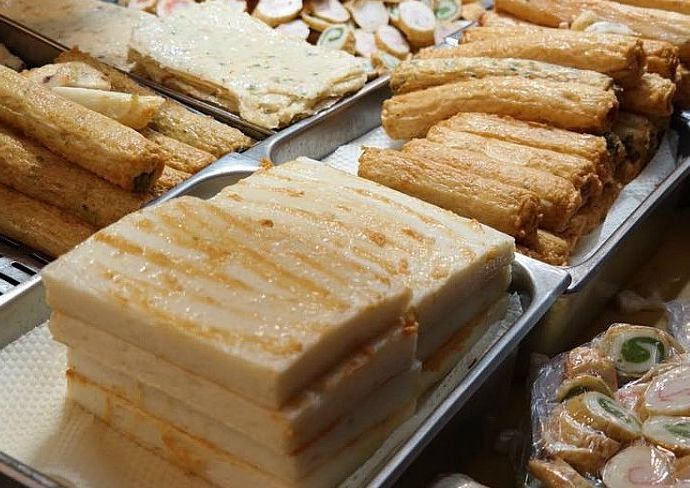
Various eomuk
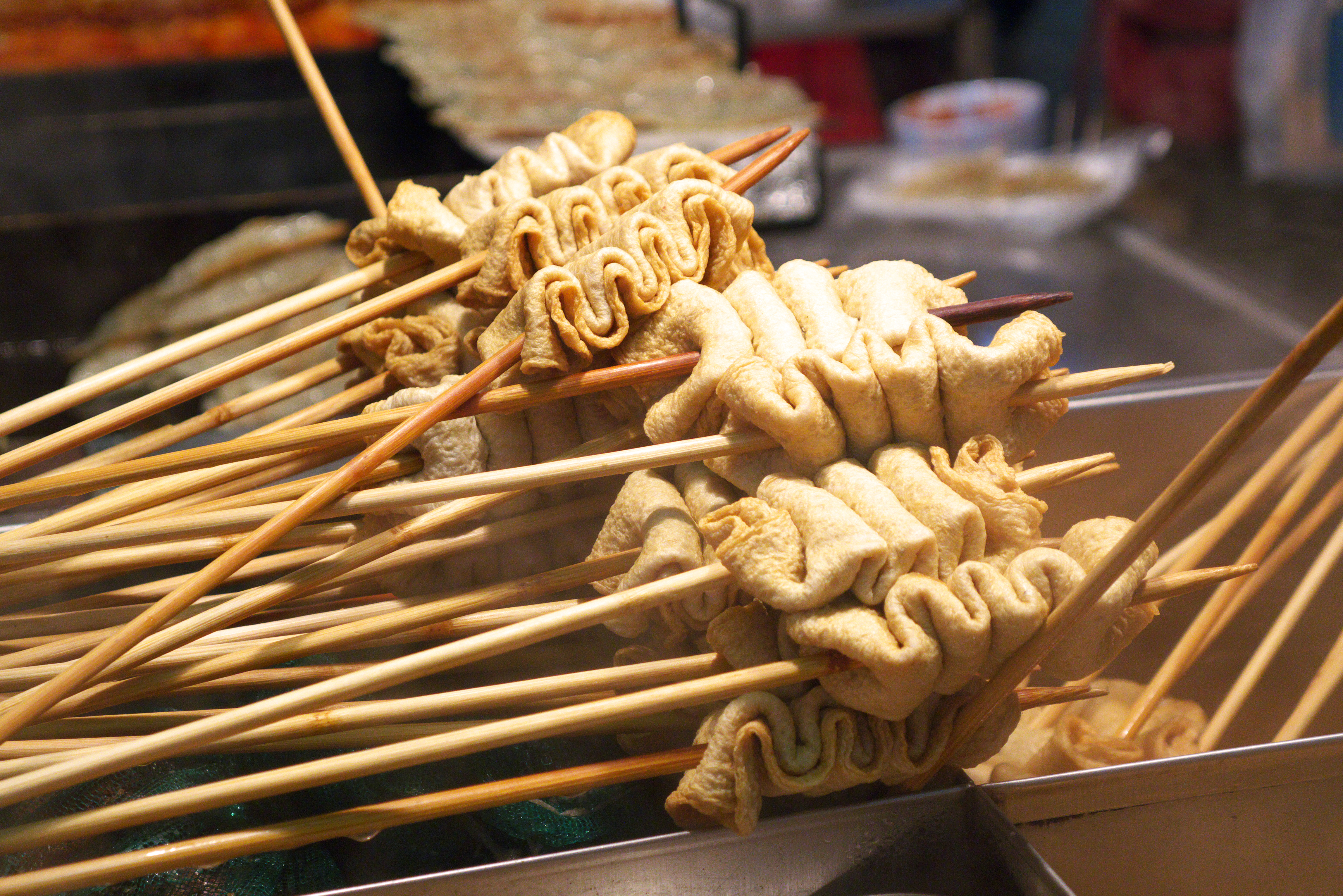
Chả cá eomuk bán trên phố
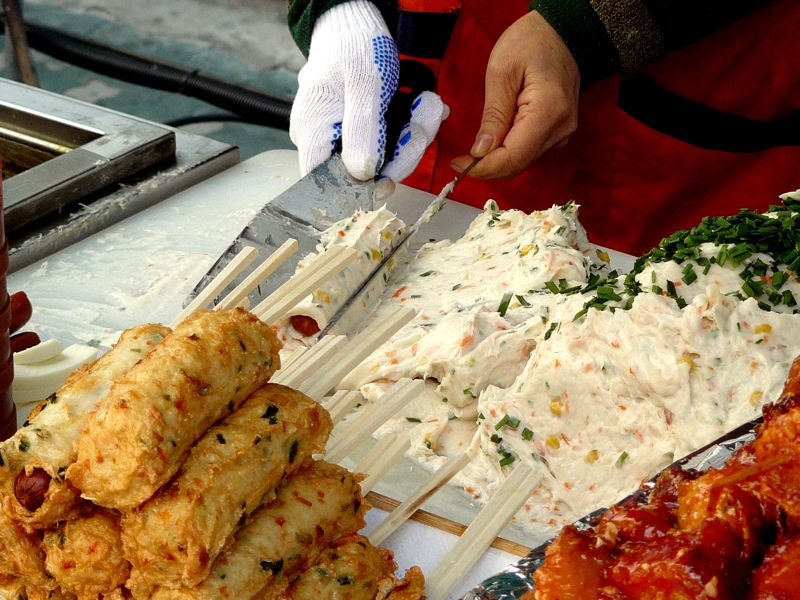
Chả cá eomuk xiên que
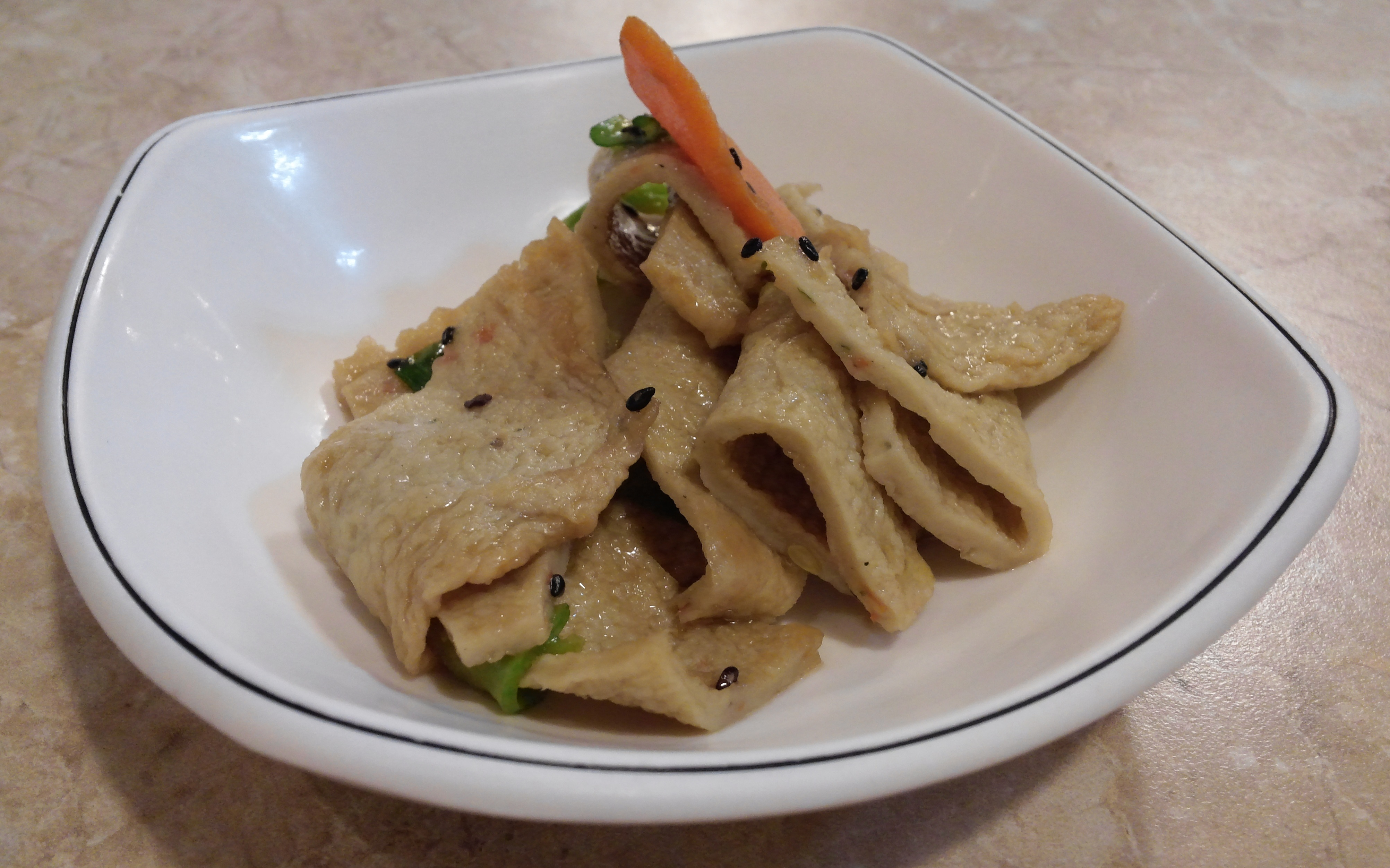
Eomuk-bokkeum
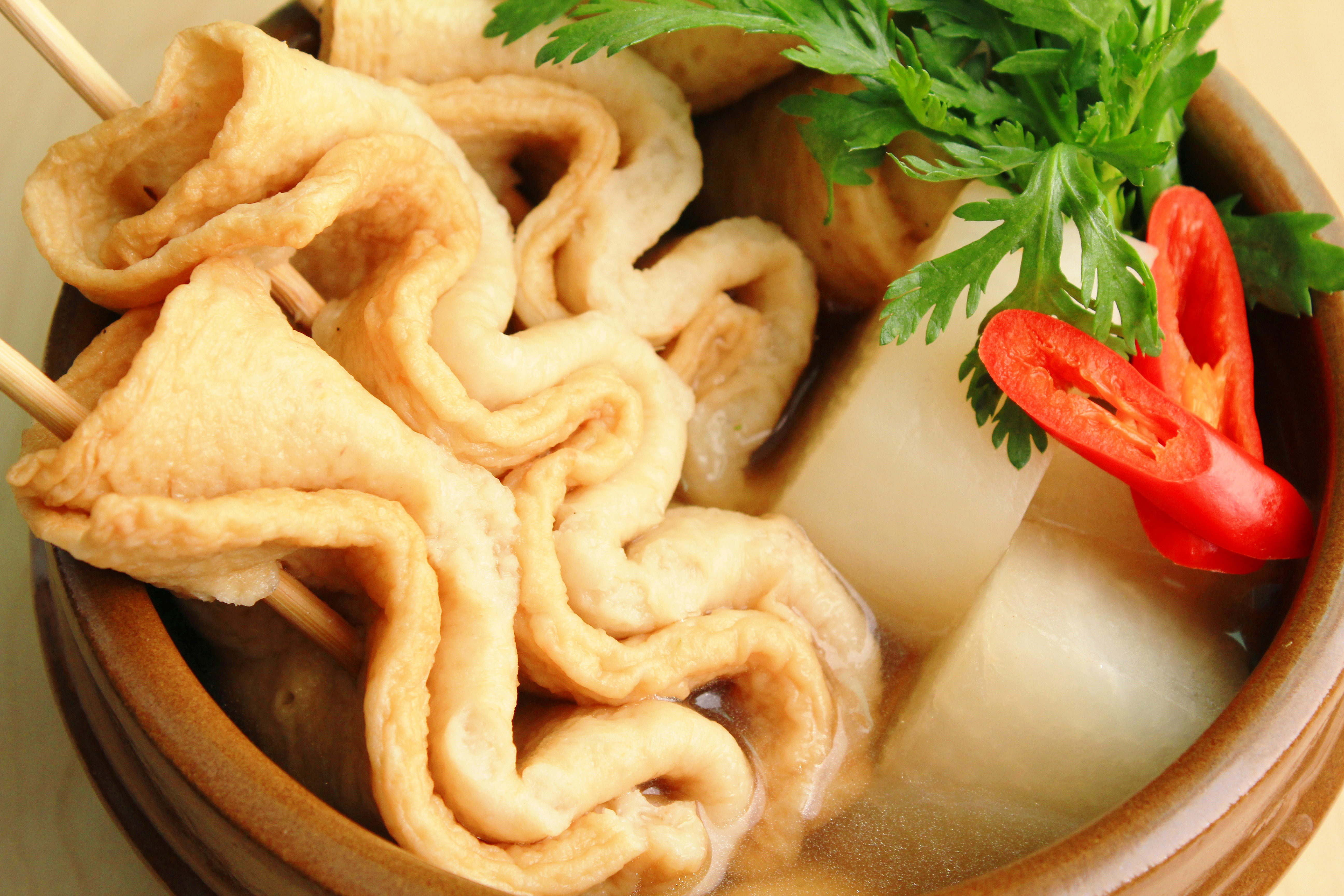
Súp chả cá eomuk

### Israel
Trong ẩm thực Do Thái, gefilte fish là những miếng cá trắng trộn với matzoh hoặc challah, luộc trong da cá.

### Malaysia
Chả cá otak otak là món chả cá phổ biến ở cả Malaysia và Indonesia. Tuy nhiên, chả cá này không dùng cách hấp chín như ở Việt Nam mà món này sẽ được mang nướng trên lò khiến mùi vị chắc chắn sẽ thơm hơn rất nhiều. Cách làm otak otak cũng rất đơn giản, người ta nạo phần thịt cá ra, thường hay dùng cá thu để tăng độ dai hoặc các loại cá khác tùy từng vùng, từng quốc gia. Sau đó, phần cá này sẽ được cho vào cối cùng các nguyên liệu khác như hành tím, ớt, tiêu, sả, bột nghệ, trứng gà... và nêm gia vị vừa ăn rồi xay cho thật nhuyễn.
Đặc biệt, phần chả cá này còn được cho thêm nước cốt dừa để tăng độ béo. Phần bột nghệ và ớt sẽ giúp chả cá có màu sắc đẹp sau khi nướng xong. Tuy nhiên, cũng có nơi người ta không sử dụng nghệ và dùng rất ít ớt nên đó là lý do vì sao có nơi chả cá lại màu trắng đục chứ không đỏ vàng. Và ngoài sử dụng cá làm nguyên liệu chính, một vài nơi người ta còn cho thêm thành phần cua và tôm. Lúc này, món Otak Otak sẽ có vị ngon ngọt hơn rất nhiều. Phần lá chuối sẽ được rửa sạch, cắt từng mảnh nhỏ và luộc sơ qua nước nóng để lá mềm và dai hơn. Sau đó, người ta sẽ cho từng muỗng hỗn hợp lên mảnh lá chuối rồi dùng một mảnh lá khác đậy lên phía trên. Sau đó, người ta dùng 2 cây tăm xiên 2 đầu lá chuối cho kín là được.

### Nhật Bản
Ở Nhật Bản, có ba loại chả cá chính là satsuma age, kamaboko và surimi. Quá trình sản xuất thanh cua surimi – một loại bột được làm chủ yếu từ thịt cá và Mirin, tinh bột, lòng trắng trứng và gia vị – được phát triển ở nhiều khu vực ở Đông Á trong nhiều thế kỷ mặc dù lịch sử và nguồn gốc chính xác của sản phẩm này không rõ ràng. Ở Trung Quốc, thức ăn được sử dụng để làm chả cá viên (魚蛋/魚丸) và các thành phần trong một món súp đặc gọi là "Canh" (羹) phổ biến trong ẩm thực Phúc Kiến; tại Nhật Bản, nó được sử dụng để sản xuất nhiều loại chả cá kamaboko, xúc xích cá hoặc các sản phẩm surimi được chế biến đông lạnh.
Quy trình sản xuất surimi công nghiệp đã được tinh chỉnh vào năm 1969 bởi Nishitani Yōsuke của Viện thử nghiệm thủy sản Hokkaidoaidō của Nhật Bản để xử lý việc đánh bắt cá tăng lên, để hồi sinh ngành công nghiệp cá của Nhật Bản và sử dụng những gì được coi là "cá thức ăn gia súc". Công nghệ công nghiệp Surimi do Nhật Bản phát triển vào đầu những năm 1960 đã thúc đẩy sự phát triển của ngành công nghiệp sản xuất thanh cua surimi. Sự tăng trưởng thành công của ngành công nghiệp được dựa trên cá minh thái Alaska (hay cá minh thái walleye). Sau đó, sản xuất surimi cá minh thái Alaska đã giảm và được bổ sung bằng sản xuất surimi sử dụng các loài khác. Trong khi đó, cá trắng được xay nhuyễn và hấp vào một ổ bánh gọi là kamaboko. Bánh cá chiên, chẳng hạn như satsumaage và kamaboko chiên khác nhau trong đó được thêm hành, ngưu bàng, mực băm nhỏ và tôm cũng rất phổ biến.
Hai đến ba triệu tấn cá từ khắp nơi trên thế giới, chiếm 2% 3% nguồn cung của ngư nghiệp thế giới, được sử dụng để sản xuất các sản phẩm dựa trên surimi và kamaboko. Hoa Kỳ và Nhật Bản là nhà sản xuất chính của các sản phẩm dựa trên surimi và kamaboko. Thái Lan đã trở thành một nhà sản xuất quan trọng. Vai trò của Trung Quốc là nhà sản xuất ngày càng tăng. Nhiều quốc gia mới đến với ngành công nghiệp surimi đã xuất hiện, bao gồm Litva, Việt Nam, Chile, Quần đảo Faroe, Pháp và Malaysia. Dựa trên Quy định về Thực phẩm của Nhật Bản, chả cá làm từ bột cá nên được khử trùng trong 45 phút ở 80 °C, được đo ở trung tâm. Sau khi khử trùng, bột cá cũng nên được bảo quản dưới 10℃ bột cá đông lạnh yêu cầu nhiệt độ bảo quản tối thiểu dưới -15 °C.

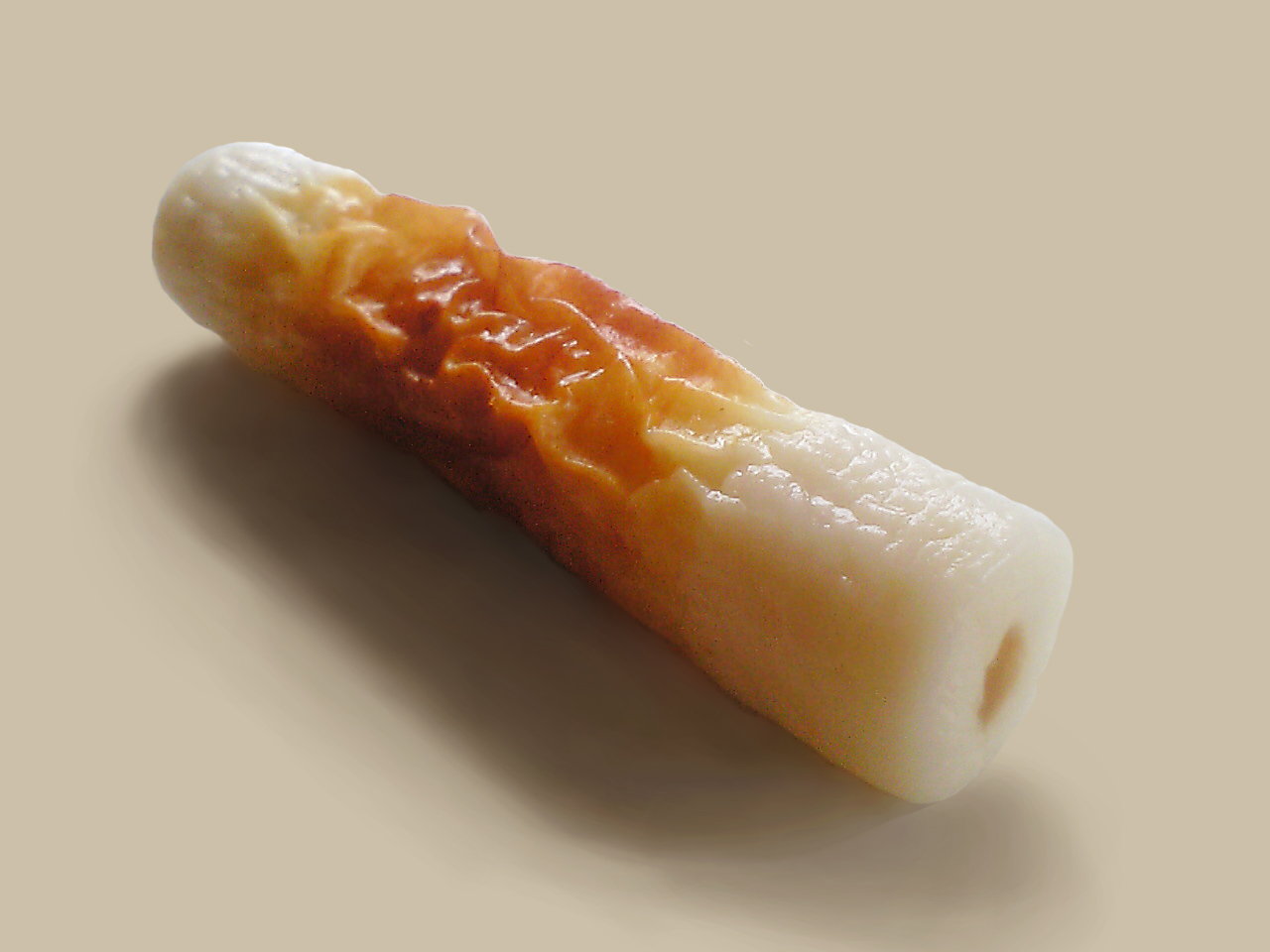
Chả cá ống Chikuwa
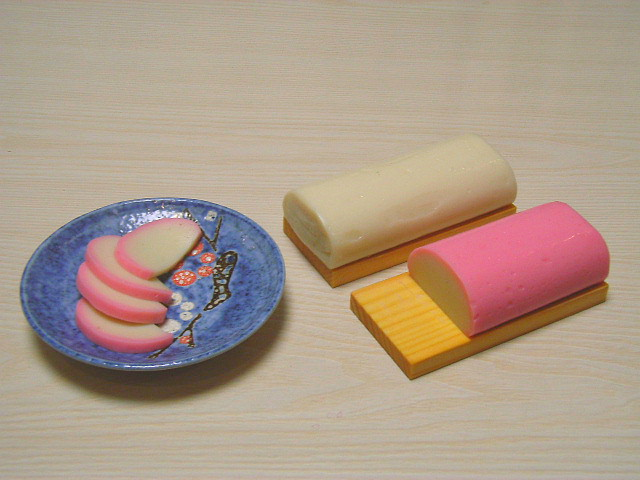
Chả cá hấp Kamaboko
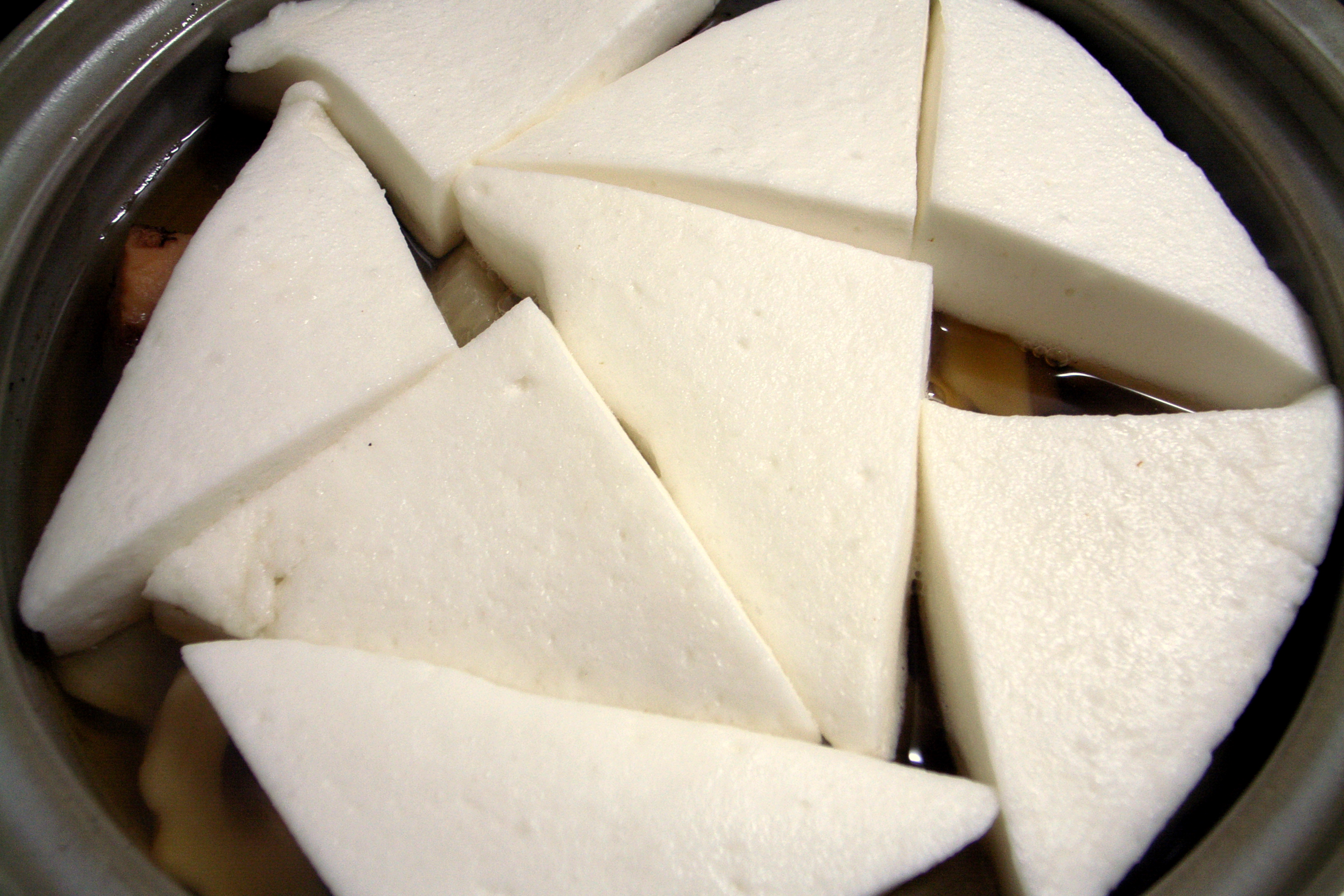
Hanpen
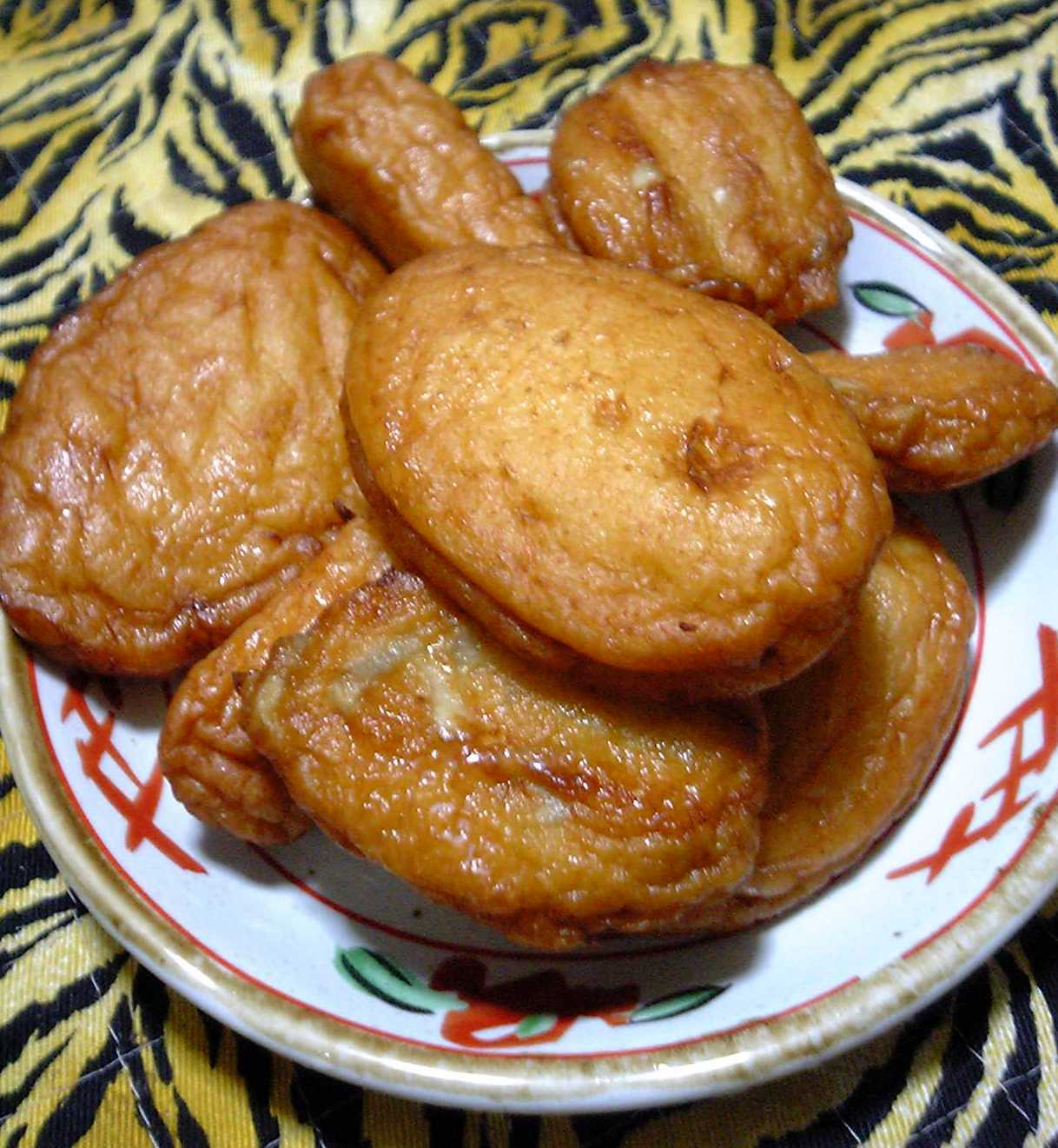
Chả cá chiên Satsuma-age

### Singapore
Cá viên và chả cá được chế biến từ một hoặc nhiều loại cá. Chúng có thể chứa tinh bột, gia vị bổ sung hoặc chất tạo màu được chính phủ cho phép. Chả cá phải chứa ít nhất 40% cá theo quy định của chính phủ.
Cá viên tự làm và chả cá cũng có thể được thực hiện bằng cách sử dụng cửa hàng mua hoặc tự chế biến. Bột cá được bán thương mại phải chứa nhiều hơn một loại cá, với khả năng bổ sung gia vị, chất tạo màu hoặc tinh bột. Dựa trên Quy định thực phẩm của chính phủ Singapore, Bột nhão cá nên chứa ít nhất 70% cá. Chả cá tự làm thường được làm từ cá thu vì hương vị ngọt hơn và dễ chế biến. Hỗn hợp bột cá thường được đưa vào các máy xử lý thực phẩm hoặc gia công phối trộn để đạt được kết cấu tốt hơn của chả cá. Sau đó chúng được tạo hình bằng tay hoặc trong khuôn thành nhiều hình dạng và kích cỡ khác nhau và được lưu trữ trong tủ lạnh hoặc tủ đông cho đến khi sử dụng.

### Philippines
Ở Philippines, chả cá được ăn như thức ăn đường phố và là một thành phần, đứng đầu trong các món ăn ở phố người Hoanhư hủ tiếu. Cá viên được ăn như thức ăn đường phố, thường là trên xiên hoặc trong cốc, kết hợp với nước chấm và thường có hình cầu hoặc hình trụ. Kikiam là một loại khác, nơi nó gần như được chuẩn bị như một eggroll. Một hỗn hợp cá và/hoặc tôm và thịt lợn xay được bọc trong vỏ đậu (tawpe), trước khi hấp và sau đó chiên.

### Thái Lan

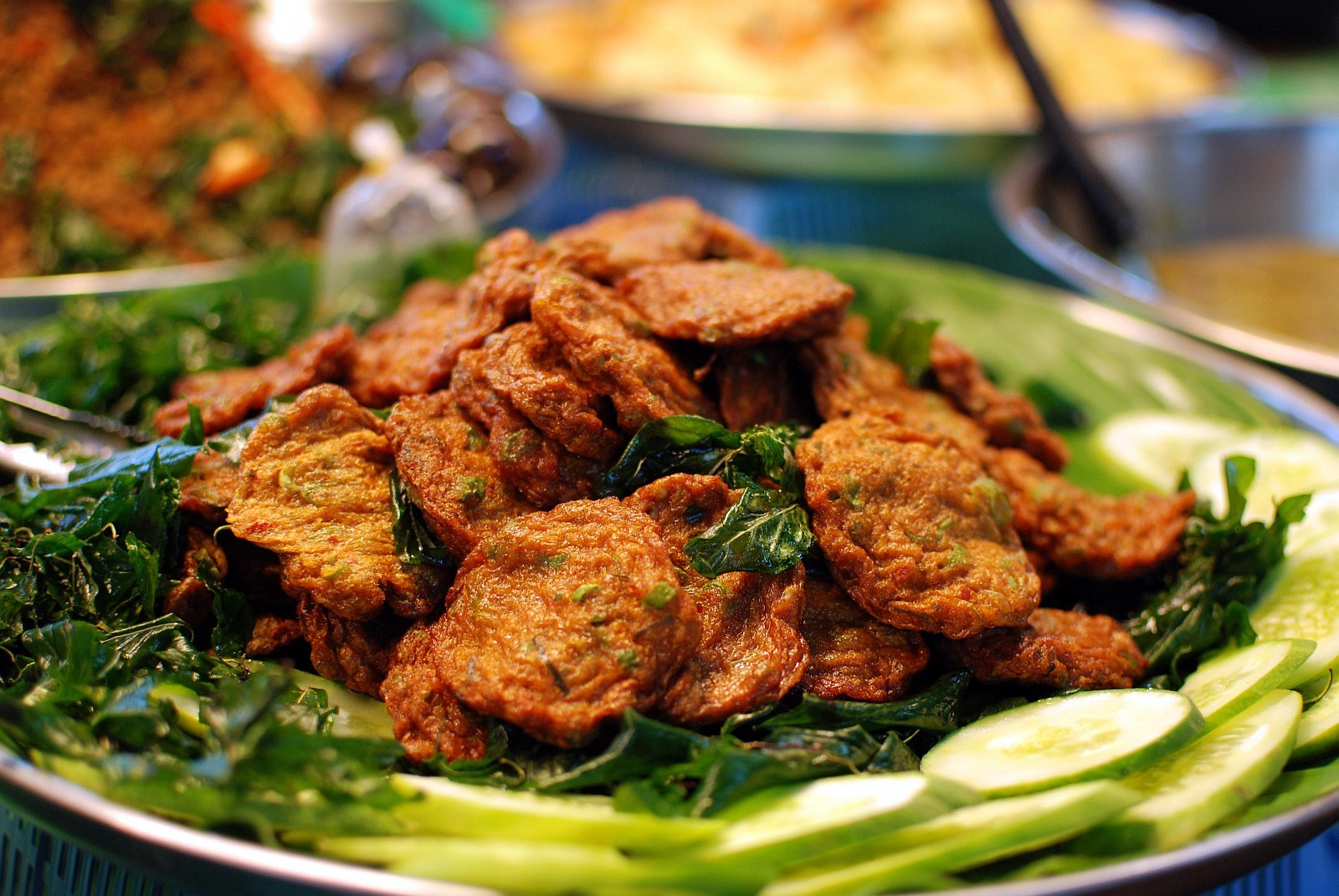
Chả cá Thot man pla bán tại một khu chợ ở Chiang Mai, Thái Lan.

Trong ẩm thực Thái Lan, cá đầu tiên được nghiền và trộn với đậu đũa xắt hạt lựu rau mùi tươi (bao gồm cả thân cây), nước mắm, lá chanh kaffir,  bột cà ri đỏ, và trứng gà. Đây là món chiên giòn và thường được ăn kèm với nước xốt ớt ngọt. Thot man pla (chả cá Thái Lan) đã trở nên phổ biến trên toàn thế giới.

### Trung Quốc
Theo truyện dân gian Trung Quốc, chả cá đã có lịch sử hơn 4000 năm. Vào thời cổ đại, một vị hoàng đế tên Thuấn đã du hành đến miền Nam Trung Quốc cùng với hai người vợ của mình. Sau một thời gian dài du lịch, những người họ hàng của ông mệt mỏi và ăn không ngon miệng. Điều này khiến Thuấn lo lắng, và ông tìm mọi cách để giải quyết vấn đề. Một ngư dân tên là Bo đã đến và đưa cho Thuấn chả cá của mình. Những người họ hàng của Thuấn thực sự rất thích chúng, và sự thèm ăn của họ trở lại bình thường. Đế Thuấn rất hài lòng khi ông yêu cầu ngư dân Bo dạy cho những người khác cách làm bánh cá, để mọi người có thể thưởng thức đồ ăn ngay cả khi họ có cảm giác ngon miệng. Bánh cá sau đó trở nên phổ biến ở Trung Quốc. Sau này trong lịch sử, một phiên bản bánh cá nổi tiếng đã xảy ra dưới triều đại của Hoàng đế Quang Tự vào thời nhà Thanh (1875–1908). Vợ của Quang Tự, phu nhân Trịnh rất thích chả cá. Bà mang công thức chả cá vào thành phố cấm, nơi hoàng gia sinh sống. Với sự cải tiến của đầu bếp Hoàng gia trong công thức nấu ăn, chả cá của Trịnh cuối cùng đã trở nên nổi tiếng. Tuy nhiên, chả cá cũng biến mất sau khi phu nhân Trịnh bị ám sát.

### Việt Nam

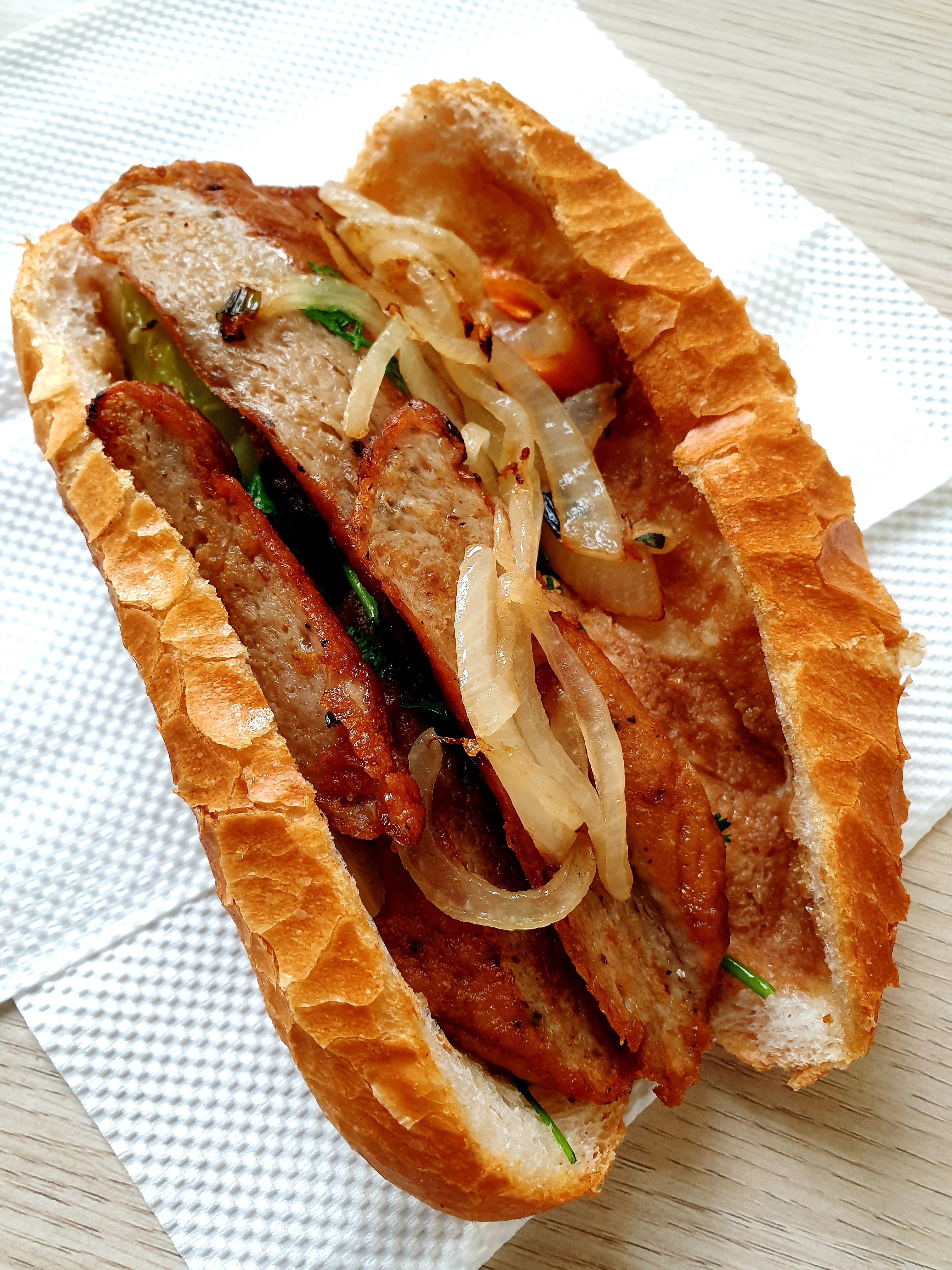
Bánh mì chả cá ở Thành phố Hồ Chí Minh

Dựa theo phương thức chế biến món ăn, chả cá ở Việt Nam có thể được thực hiện với hai kiểu chính. Kiểu thứ nhất là chả cá làm từ phần thịt của cá thát lát, cá ba sa, cá thu, cá anh vũ, cá rô, cá mè, cá mối, cá nhồng v.v. băm hoặc xay nhuyễn, phối trộn với các rau thơm và gia vị khác như rau thì là, hạt tiêu, ớt, nặn viên tròn hoặc viên ép dẹt, hấp hay rán (hoặc hấp chín sau đó rán vàng). Dạng chả cá này có tại nhiều địa phương trong cả nước, và nhiều nơi đã nâng lên tầm đặc sản như chả cá Nha Trang, chả cá Lý Sơn... Chả thường ăn kèm trong bữa với cơm trắng, bún, hoặc đưa vào các bát bún, bánh canh thương phẩm như món bún chả cá Bình Định, bánh canh chả cá ở Phan Rang, Nha Trang.
Kiểu chả cá thứ hai là chế biến thành các món ăn tổng hợp với nguyên liệu chính là cá (cá quả, cá lăng, cá chiên, cá tra v.v.) lọc xương thái lát miếng, tẩm ướp gia vị như riềng, nghệ, mắm tôm, mẻ v.v. nướng sơ sau đó đảo trong chảo mỡ với rau thì là, hành cắt khúc; ăn kèm với bún, mắm tôm, lạc rang và dọc hành ngâm dấm. Nổi tiếng tại Hà Nội, Việt Nam là món chả cá Lã Vọng.

#### Chả cá thu
Chả cá thu là một thành phần nguyên liệu tương đối phổ biến trong ẩm thực Hải Phòng. Chả cá thu theo phong cách chế biến kiểu Hải Phòng ngoài thành phần chủ đạo là thịt cá thu tươi mới còn bao gồm một thành phần phụ gia không thể thiếu là rau thì là mà các loại chả cá miền Trung và miền Nam gần như không sử dụng. Loại cá thu dùng làm chả với chất lượng tốt nhất thường là cá thu phấn. Thịt cá thu phấn mềm và trắng hơn ít nhiều so với thịt cá thu ngừ (thường hay được dùng trong món cá thu ngừ kho hầm thịt mỡ kiểu Hải Phòng). Ngoài dùng làm chả thì thịt cá thu phấn còn dùng phổ biến trong món cá sốt cà chua. Người Hải Phòng dùng chả cá thu tương đối đa dạng trong chế biến ẩm thực như dùng trong món bún cá kiểu địa phương, bánh đa cua, lẩu cua đồng, hay dùng kết hợp chế biến món canh riêu cá trong bữa cơm hàng ngày. Người Hải Phòng hầu như không mấy ai dùng cá thu (cả phần thịt và xương) còn nguyên khúc trong chế biến món bún riêu hay canh riêu cá mà thường dùng chả cá thu tự giã hoặc mua sẵn rồi nấu cùng các loại cá khác như cá vược (nước lợ) hay cá chai (nước mặn).

#### Chả cá Lã Vọng
Chả cá Lã Vọng là tên của món chả cá đặc sản Hà Nội. Đây là món chả làm từ cá – thường là cá lăng – thái miếng đem tẩm ướp, nướng trên than củi rồi rán lại trong chảo mỡ, do gia đình họ Đoàn tại số nhà 14 phố Chả Cá (trước đây là phố Hàng Sơn) trong khu phố cổ giữ bí quyết kinh doanh từ năm 1871 và đặt tên cho nó như trên.

#### Chả cá Thái Xuyên
Chả cá Thái Xuyên là một đặc sản địa phương có xuất xứ từ xã Thái Xuyên, huyện Thái Thuỵ, Thái Bình. Món ăn được làm bằng hai thành phần chính là cá và gia vị, trong đó cá ao là tốt nhất vì thịt thơm ngon và dai (cá mè, cá trắm cỏ, cá trôi...), nhưng ngon nhất vẫn là cá mè vì thịt mịn và thơm. Gia vị của món chả cá Thái Xuyên rất đa dạng tuỳ khẩu vị của người thưởng thức nhưng phải có riềng, hạt thì là, vỏ quyết, hành và rau răm.

Cá tươi sống được đánh vảy và lấy kìm lột hết da, xong rồi lọc lấy phần thịt của con cá. Tiếp tục ta cho gia vị và nước mắm, mì chính và pha thêm ít mỡ lợn tươi sống. Tiếp theo ta xay nhuyễn. Tiếp tục là phần tạo hình cho bìa chả, ta lấy khuôn thường làm bằng tre có độ dày và chu vi thích hợp; sau đó đổ phần chả cá đã xay vào khuôn, tạo cho bìa cá có độ dày vừa phải (lưu ý chúng ta phải lót lá chuối phí dươi) Công đoạn tiếp theo là giai đoạn nướng. chúng ta chuẩn bị hố nướng (tốt nhất là nướng ở đấy thịt vì giữ nhiệt tốt); đào sâu khoảng 40 cm rộng 40 cm, ta đốt củi cho than thật hồng xong đổ xuống hố nướng (tốt nhất là than gỗ xoan: đượm lửa và giúp chả cá thơm); sau đó ta đặt bìa cá lên trên hố. Chả cá sẽ được nướng từ từ nhờ nhiệt của than hồng, ta phải kiểm tra nhiệt thường xuyên, không để nóng quá hoặc nguội quá sẽ ảnh hưởng tới chất lượng chả. Sau thời gian khoảng 02 - 03 tiếng tuỳ theo độ dày của bìa chả Cuối cùng là nước chấm tốt nhất là nước mắm Diêm Điền cho thêm tỏi ớt và chanh.

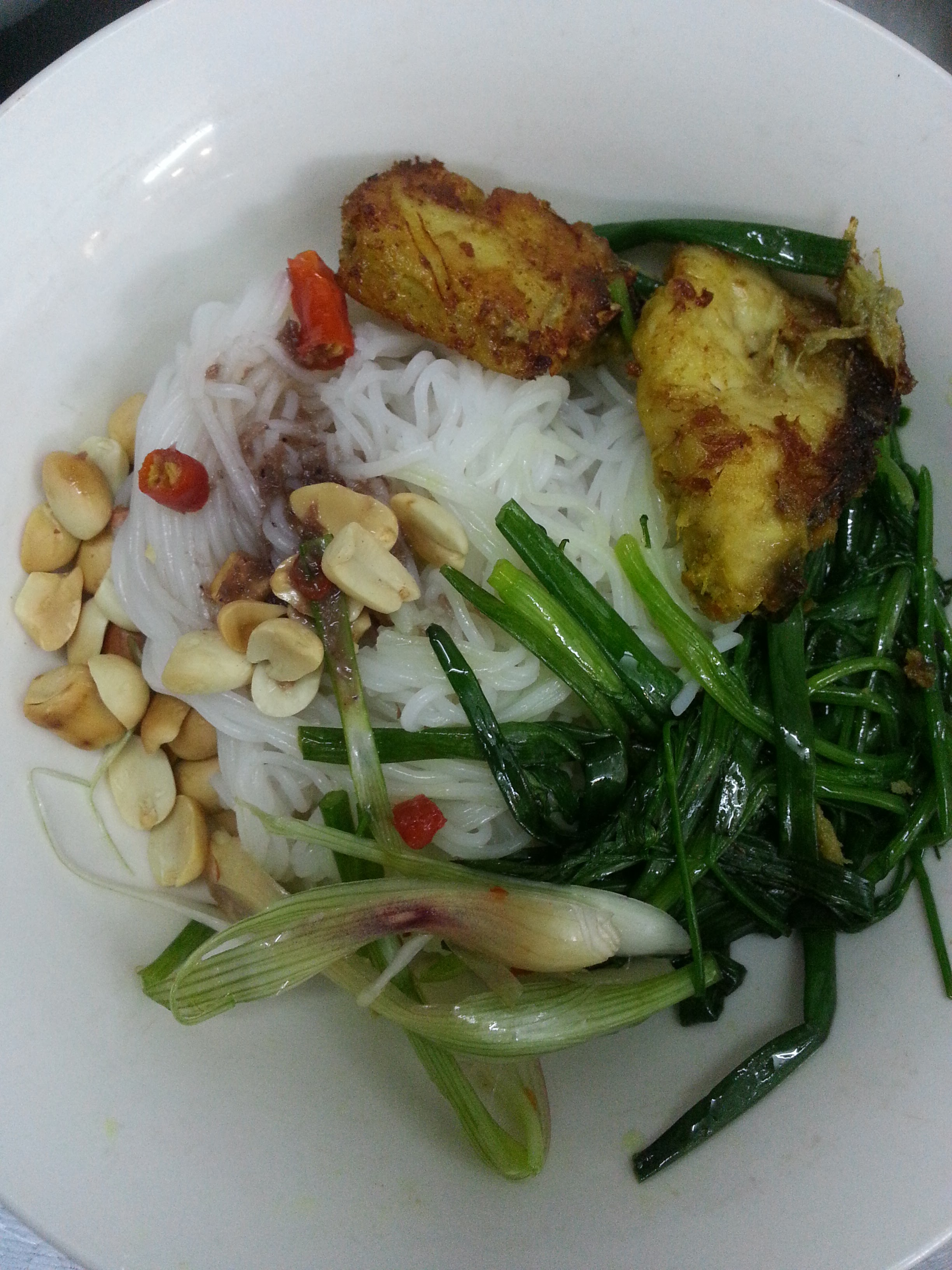
Một bát bún ăn kèm chả cá làm theo kiểu chả cá Lã Vọng
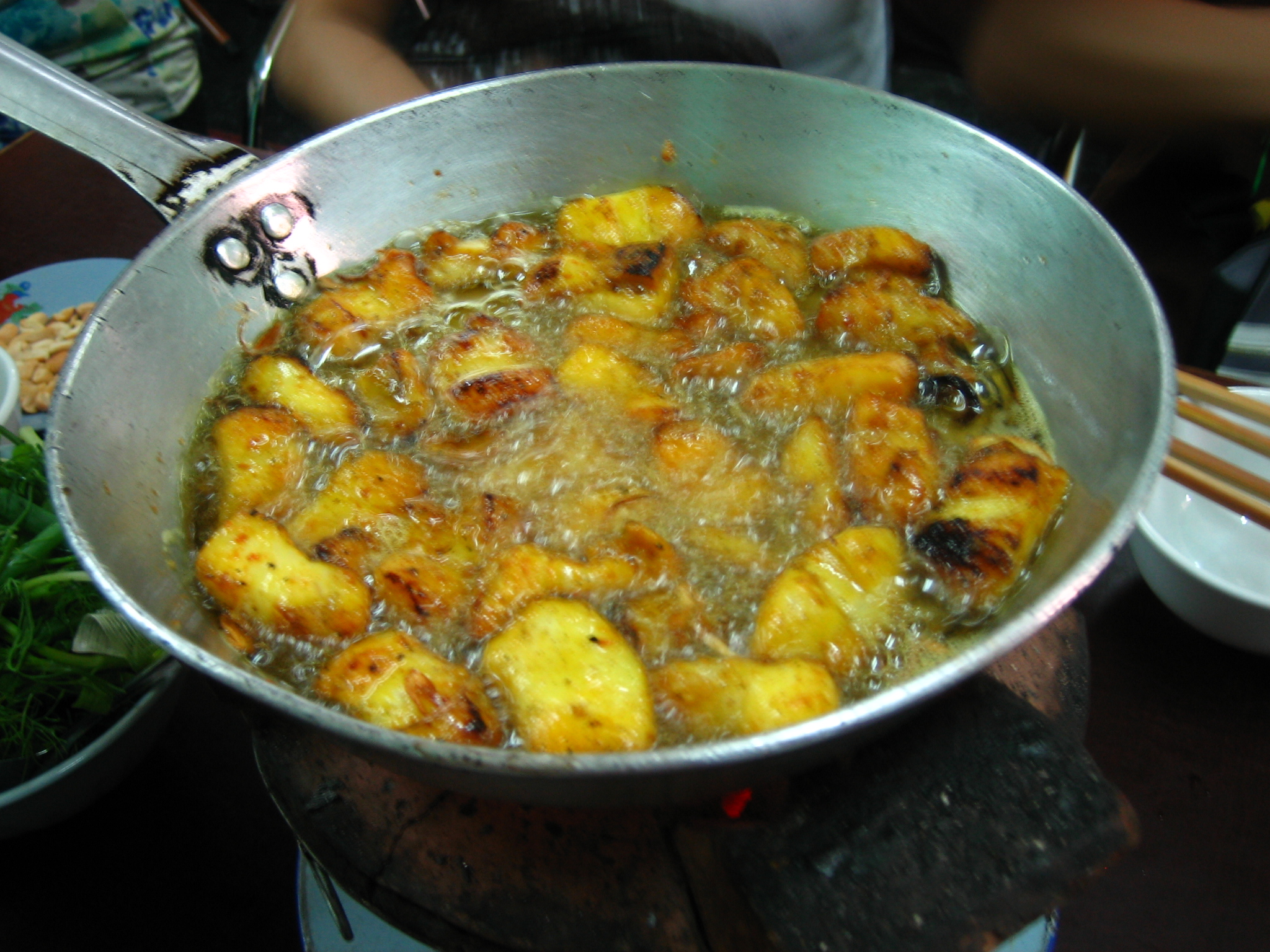
Các miếng cá được chiên trong chảo dầu ở hàng chả cá Lã Vọng
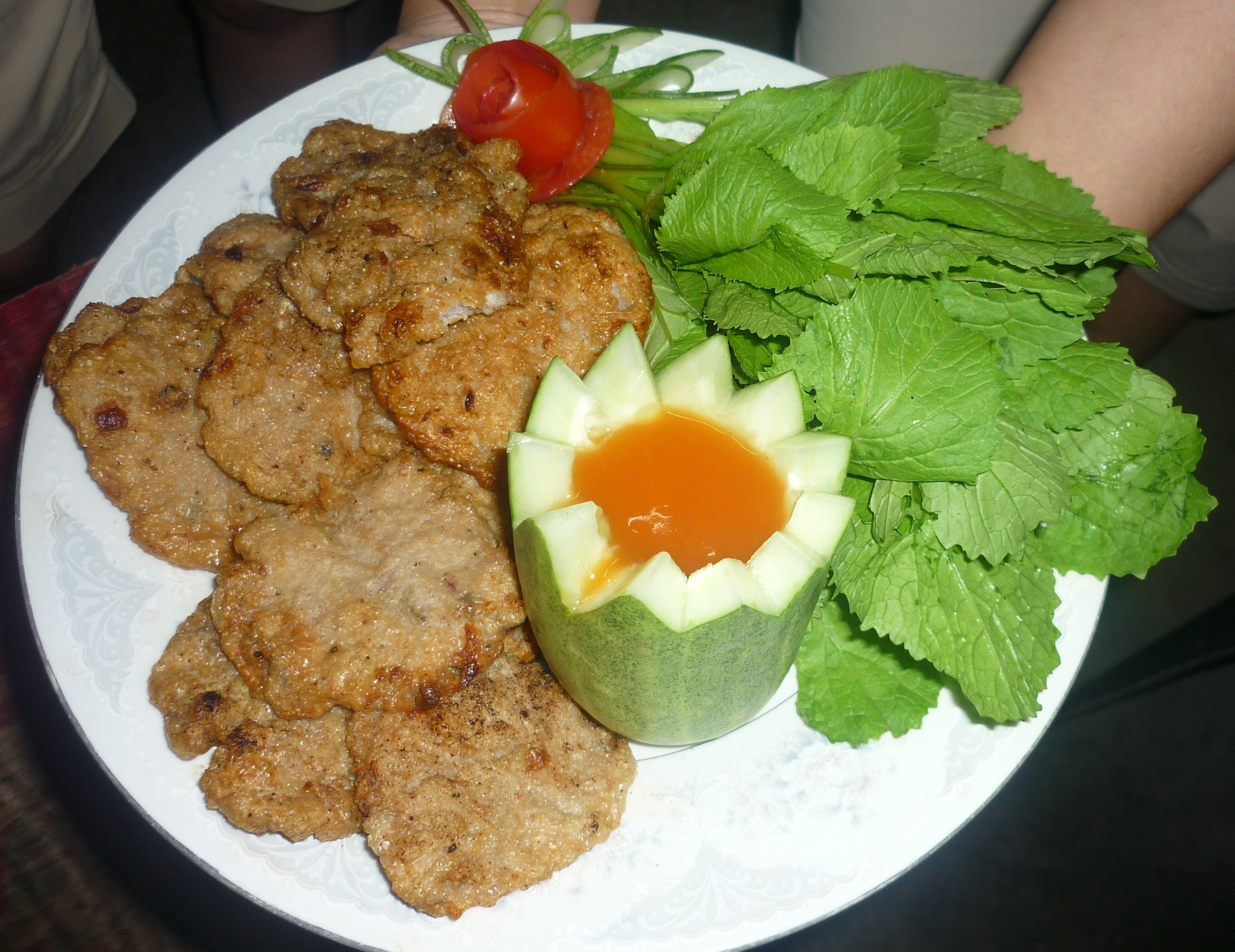
Chả cá thát lát
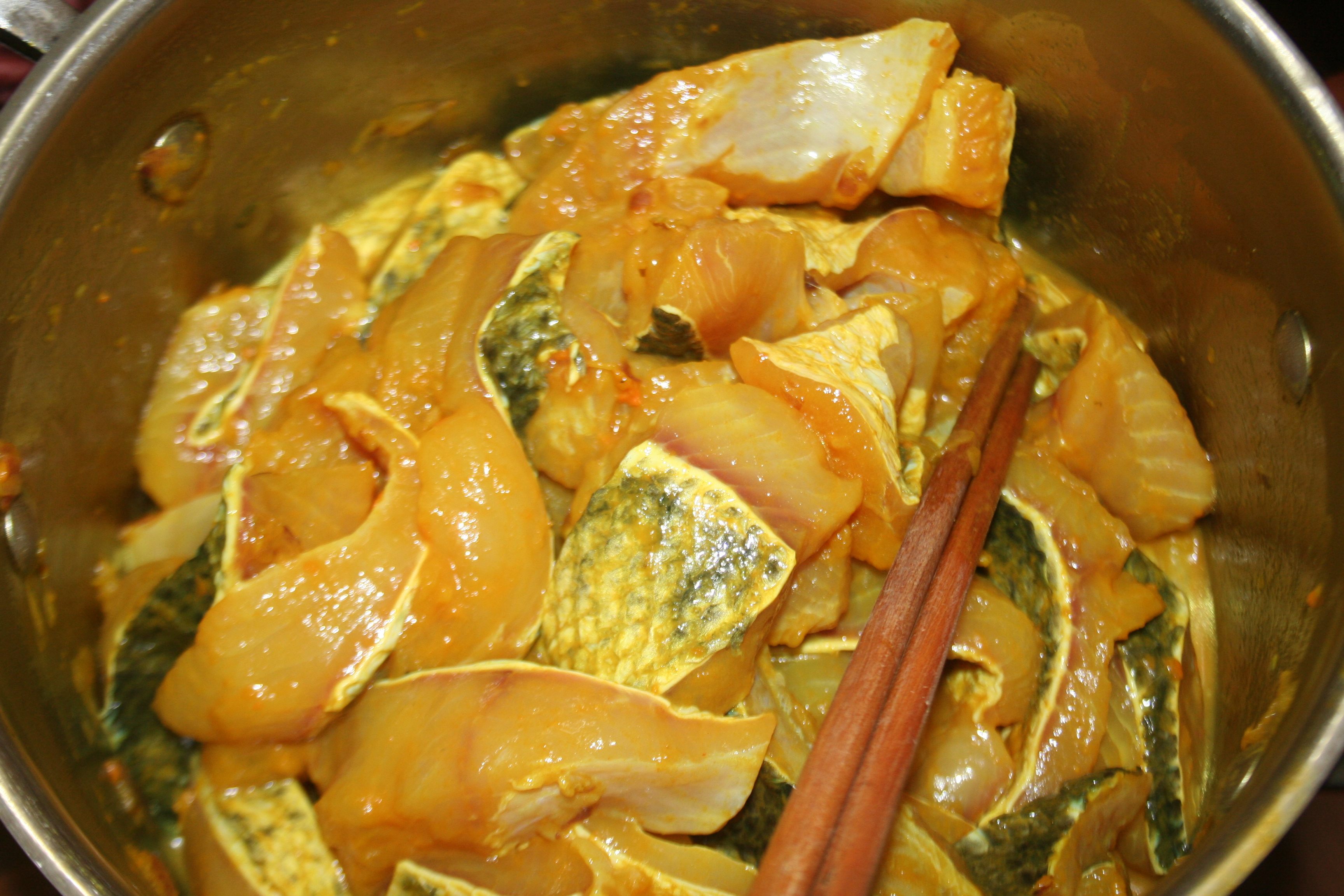
Ướp philê cá làm chả

#### Chả cá thát lát

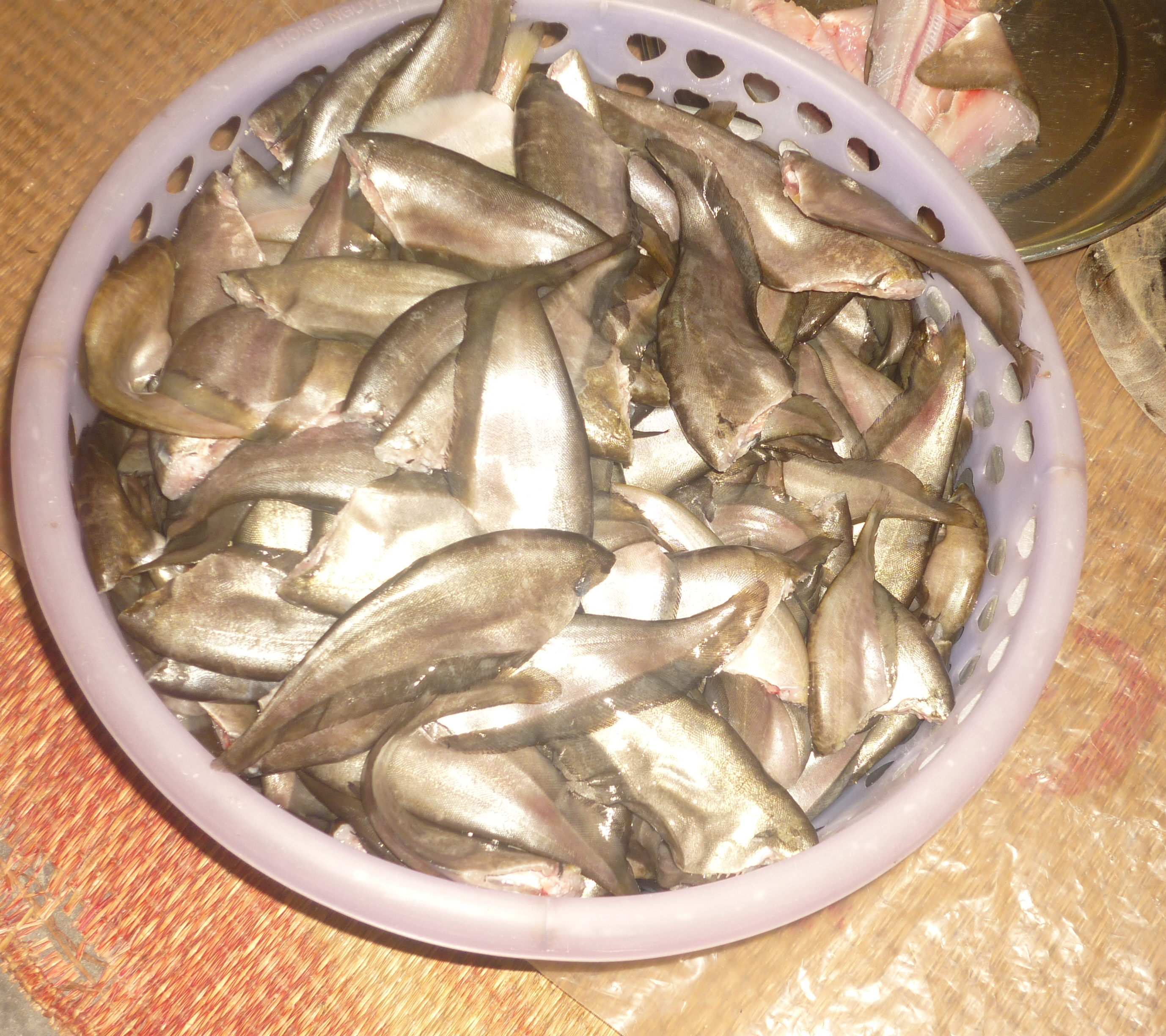
cá thát lát hồ Lăk

Chả cá thát lát là một loại chả cá làm từ thịt của cá thát lát, thường là lóc thịt, bỏ da và xương rồi giã hay xay nhuyễn thành chả viên, rồi đem xào, chiên hay làm lẩu. Đây thường được xem là món ăn Nam Bộ, nhưng cũng là đặc sản của nhiều vùng như hồ Lắk ở Đắk Lắk và Huế.
Món chả cá này được làm theo phương pháp thủ công, người đầu bếp phải dậy sớm để mua những con cá mới được đánh bắt, sau đó mang về và qua nhiều công đoạn chế biến để kịp mẻ chả trong ngày. Khi chọn cá cần chọn cá mắt xanh, mang màu đỏ tươi, thân cứng, thịt óng ánh, mang về bỏ đầu, bỏ nội tạng sau đó rửa sạch, để ráo nước, ướp lạnh trong vài giờ đến khi vừa cứng. Tiếp đó là khâu nạo cá, xẻ cá theo chiều dọc, sau đó nạo lấy thịt theo một chiều từ dưới đuôi lên trên đầu. Lý do vì nếu nạo theo chiều ngược lại thì xương sẽ bị tách khỏi da và lẫn vào trong thịt cá. Gia vị để ướp vào cá là các loại gia vị như hành, tỏi, tiêu, bột ngọt, đường, muối...được pha trộn vừa ăn, không còn mùi tanh mà vẫn giữ được vị ngọt của cá. Sau khi trộn thật kỹ gia vị vào thịt cá đã nạo, sau đó cho vào cối giã đều tay, giã đến khi nào thịt kết lại, có màu trắng. Khi thưởng thức cần vo viên ép dẹp sau đó chiên giòn, ăn với một ít lá thì là, rau húng; cũng có thể đem vo viên bỏ nồi lẩu, hoặc đơn giản hơn là dùng để nấu canh rau tập tàng, ăn nóng sẽ ngon hơn. Thậm chí bạn còn có thể chế biến cá thác lác cuộn rong biển, cuộn cốm xanh, sốt cà chua,... thậm chí là bún chả cá thác lác.
Trước kia, trong cung đình nhà Nguyễn, thường chỉ có hai món "phác lác viên" (người Huế gọi là phác lác, chứ không phải thát lát) chiên và nấu canh, với những cách chế biến hết sức cầu kỳ. Sau khi bắt cá về và trước khi dùng, cá phải nuôi trong lu sành hơn ba ngày cho hết chất uế tạp, cho ăn cơm khô đã tẩm sâm. Còn chả cá thát lát hồ Lắk được làm từ cá thát lát sống tự nhiên ở hồ Lăk, nổi tiếng do cách làm đặc biệt. Khi các nơi khác đều dùng máy xay cả xương cá, người dân tại địa phương này sử dụng muỗng nạo từng chút một, chỉ lấy thịt cá, sau đó giã tay chứ không dùng máy. Sau đó, chả cá được đem chiên, hấp hoặc cho vào lẩu. Ở các nhà hàng quanh hồ Lắk phổ biến các món như: chả cá thát lát chiên, cá thát lát hấp lá cải, lẩu cá thát lát...

## Châu Mỹ

### Bermuda
Ở Bermuda, chúng được gọi là bánh cá Bermuda và được làm đặc biệt trong dịp lễ Phục sinh, nhưng cũng trong suốt cả năm. Ở đây chả cá thường được ăn giữa bánh Hot Cross Bun

### Canada
Ở Newfoundland và Labrador, cá thường là cá tuyết muối và được trộn với khoai tây nghiền. Savory được sử dụng thay cho rau mùi tây, cùng với hành tây đổ mồ hôi băm nhỏ. Chả cá sau đó được tạo thành các vòng và nấu trong dầu hoặc thịt lợn trở lại cho đến khi có màu vàng nâu óng.

### Vùng Carribean, Hoa Kỳ
Ở Barbados, chả cá được làm từ cá tuyết muối và bột mì, sau đó chiên trong dầu.

## Châu Âu

### Đan Mạch
Ở Đan Mạch, fiskefrikadeller (chả cá) có hình thon dài, patties chiên giống như frikadeller thông thường. Chúng thường không được tẩm bột. Một món ăn tương tự được luộc, thay vì chiên, được gọi là fiskeboller và được thêm vào một số món súp, mặc dù nó có thể gần với phiên bản cá của knödel. Ở Nam Jutland, fiskefrikadeller đôi khi chứa mỡ lợn hun khói.

### Na Uy
Ở Na Uy, "fiskekaker" được tạo ra giống như fiskefrikadeller của Đan Mạch. Chúng được chiên và ăn kèm với khoai tây hoặc mì ống, bông cải xanh và cà rốt nghiền, và thường có nước xốt nâu thay vì trắng.
Loại cá được sử dụng thay đổi tùy theo tính sẵn có và công thức: Pollock, haddock, cá trích, cá thu và thậm chí cá hồi hoặc cá hồi được bán, và chúng thường được bán theo tên của loại cá mà chúng được tạo ra; Seikaker, Koljekaker, Steinbitkaker, v.v... Các thuật ngữ như "burger" cũng được sử dụng; "Lakseburger", "Fiskeburger".
Ngoài ra còn có cá viên và xúc xích cá, cả hai thường được ăn kèm với nước xốt trắng.

### Bồ Đào Nha
Ở Bồ Đào Nha, Pastéis de Bacalhau (pasties cá tuyết) là một loại chả cá rất phổ biến. Pastéis được làm từ khoai tây, cá tuyết (Bacalhau), rau mùi tây và trứng.

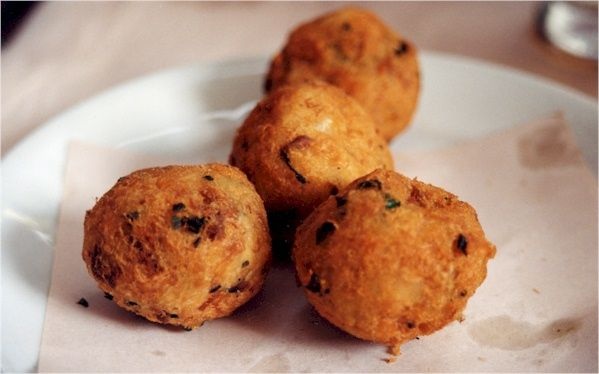
Bolinhos de bacalhau

### Puerto Rico
Ở Puerto Rico và Cộng hòa Dominica, chả cá bacalaítos được ăn hoặc là một món ăn nhẹ hoặc là một phần của bữa ăn.

### România
Ở România, chả cá được gọi là chiftele de peşte và được làm bằng cá chép.

### Anh
Ở Yorkshire, Anh, "chả cá Yorkshire" là một biến thể truyền thống được phục vụ trong nhiều cửa hàng bán cá và khoai tây chiên ở Nam Yorkshire, một phần của West Yorkshire và East Riding of Yorkshire. Nó bao gồm hai lát khoai tây (đôi khi được làm chín), với các đường cắt của cá ở giữa, chiên giòn trong bột.
Chả cá Yorkshire cũng có thể được gọi là bánh sò điệp, hoặc patties cá. Đầu bếp truyền hình Brian Turner đã đưa ra công thức có sẵn thông qua trang web của mình. 
Một biến thể khác của bánh cá là bánh rau mùi tây được bán ở một số cửa hàng bán cá và khoai tây chiên trong và xung quanh Castleford, West Yorkshire, Anh. Nó bao gồm cá băm nhỏ, khoai tây nghiền và rau mùi tây tươi, phủ trong vụn bánh mì và chiên giòn.
Ở Edinburgh, Scotland, patties cá được phục vụ theo truyền thống với haggis, tatties và neeps.
Ở Saint Helena, chả cá được làm từ cá ngừ đánh bắt tại địa phương hoặc wahoo được nghiền thành khoai tây nghiền với các loại thảo mộc và gia vị, sau đó được đúc thành bánh và chiên trong dầu. Chúng thường cay hoặc, như người dân địa phương mô tả, "with bite".